# Gustav Stawitz
Gustav Stawitz (geb. vor 1907; gest. nach 1921) war ein deutscher Verwaltungsjurist und Kommunalpolitiker.
Strawitz studierte Rechtswissenschaften und Nationalökonomie an der Albert-Ludwigs-Universität Freiburg, der Friedrich-Wilhelms-Universität Berlin und der Albertus-Universität Königsberg. Er wurde dann Stadtrat in Stolp (Pommern). Nachdem er am 1. April 1907 zum Beigeordneten der Großgemeinde Pankow bei Berlin gewählt wurde, führte er als letzter Bürgermeister vom 8. August 1917 die Fusion zu Groß-Berlin voran. Daneben war er auch Gemeindeschöffe von Pankow. Im neugeschaffenen Bezirk Pankow amtierte er von 1920 bis zum 17. März 1921 als Bezirksbürgermeister.
| Personendaten    | Personendaten                                     |
| ---------------- | ------------------------------------------------- |
| NAME             | Stawitz, Gustav                                   |
| KURZBESCHREIBUNG | deutscher Verwaltungsjurist und Kommunalpolitiker |
| GEBURTSDATUM     | vor 1907                                          |
| STERBEDATUM      | nach 1921                                         |